# Vega de los Árboles
Vega de los Árboles es una localidad española perteneciente al municipio de Villasabariego, en la provincia de León, comunidad autónoma de Castilla y León.

## Geografía

### Ubicación
| Noroeste: Valle de Mansilla | Norte: San Miguel de Escalada | Noreste: San Miguel de Escalada |
| Oeste: Valle de Mansilla    |                               | Este: La Aldea del Puente       |
| Suroeste Valle de Mansilla  | Sur: Villalquite              | Sureste: Villalquite            |

## Demografía
Evolución de la población
| Gráfica de evolución demográfica de Vega de los Árboles entre 2000 y 2014 |
|                                                                           |
| Población de derecho (2000-2014) según el padrón municipal del INE        |